# Gravity and Other Myths
Gravity and Other Myths is een Australische circus-theatergroep, afkomstig uit Adelaide en opgericht in 2009.  

## Karakteristiek
De groep komt voort uit de circustraditie en is verbonden met de sociale circusprojecten in Australië. Ze geeft echter een eigen nieuwe theatrale invulling aan circus, verwant met andere moderne circusvarianten zoals vormgegeven door Cirque Plume, Cirque du Soleil en Circus Oz. Dergelijke moderne circusvormen tonen geen dieren en integreren met andere vormen van theater.
Kenmerkend voor de artiesten van Gravity and Other Myths is dat ze nadrukkelijk de fysieke inspanning tonen die gepaard gaat met hun acrobatieknummers, maar op een speelse en humoristische wijze. Bij sommige nummers is er intens contact met het publiek dat rondom het speelveld is gepositioneerd, en ervaart hoe de lichamen ademen en dampen. Daarnaast dragen de belichting en livemuziek  bij aan de bijzondere vormgeving van de optredens van deze groep.
De groep treedt vaak op festivals op, vooral in Australië, Noord-Amerika en Europa. Ook zijn er optredens in schouwburgen, onder meer in Nederland en België.
De groep werd geëerd met diverse prijzen (onder meer Dance Award 2015 voor Best Physical Theatre en de Greenroom Award 2015 voor Outstanding Contemporary Circus) en kreeg ook in de pers veel waardering, bijvoorbeeld in The Guardian, Indaily en de Volkskrant.

## Producties en artiesten
Na de eerste voorstellingen ‘Freefall’ en ‘Exhale’ volgden ‘A simple space’ en ‘Backbone’. Voor de laatste twee voorstellingen bestond het gezelschap uit Martin Schreiber, Lachlan Binns, Jascha Boyce, Jacob Randell, Lewie West, Lewis Rankin, Joanne Curry, Mieke Lizotte, Lachlan Harper en Jackson Manson (acrobatiek) en Elliot Zoerner en Shenton Gregory (muziek), met als regisseur Darcy Grant, ontwerper Geoff Cobham, producer Craig Harrison en creatief medewerker Triton Tunis-Mitchell.